# Bobby Rydell

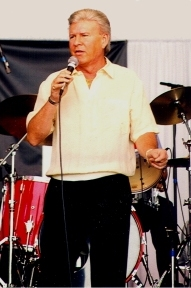
Bobby Rydell (1998)

Bobby Rydell (bürgerlich: Robert Ridarelli; * 26. April 1942 in Philadelphia, Pennsylvania; † 5. April 2022 in Abington, Pennsylvania) war ein US-amerikanischer Sänger, Entertainer und gelegentlicher Schauspieler, der zwischen 1959 und Mitte der 1960er-Jahre am erfolgreichsten war.

## Leben
Schon mit zehn Jahren spielte Robert in Paul Whitemans regelmäßiger Amateur-TV-Show von 1951 bis 1954 Schlagzeug; zwei Jahre später machte er sich auf die Suche nach einer neuen Herausforderung. 1956 wurde er dann Drummer bei Rocco and the Saints (mit Frankie Avalon als Trompeter). Rydells erste Platte erschien 1957 bei Veko Records, 1958 unterschrieb er einen Plattenvertrag als Solokünstler bei Cameo-Parkway und hatte nach Flops wie Please Don’t Be Mad und All I Want Is You mit Kissin’ Time 1959 einen veritablen Hit, der Platz 11 in den Billboard-Charts erreichte. Die Nachfolgesingle We Got Love wurde der erste seiner insgesamt sechs Top-Ten-Hits. Danach hatte der gutaussehende, auch schauspielerisch begabte Rydell mehrere Hits (≈300.000–500.000 verkaufte Platten).
Große Charterfolge feierte er 1960 mit Wild One (Platz 2 in den Charts), im selben Jahr erreichte er mit dem Song Swingin’ School aus dem Film Because They’re Young Platz 5. Vor allem auch der Doppelhit Volare (Platz 4) und Sway (Platz 14) machte 1960 zu dem erfolgreichsten Jahr seiner Karriere. 1961 spielte er zusammen mit Chubby Checker den Jingle Bell Rock ein, der Platz 21 in den Billboard Hot 100 erreichte. Zwar entsprach der Erfolg der Single nicht den Erwartungen, jedoch wurde das gemeinsame Album Bobby Rydell – Chubby Checker ein Erfolg. Nach dem Top-Ten-Hit The Cha-Cha-Cha 1962 hatte er 1963 mit dem auf einer Call-and-Response-Struktur aufbauenden Song Forget Him (Platz 4) seinen letzten Top-Ten-Hit. Nachdem die folgenden Singles auf Cameo Records nicht in die Top 40 gekommen waren, wechselte Rydell Ende 1964 das Plattenlabel und unterschrieb einen Vertrag bei Capitol Records. Die ersten beiden bei Capitol erschienenen Singles I Just Can’t Say Goodbye und Diana erreichten jedoch nur die Plätze 94 bzw. 98 in den Hot 100. Danach gelangen ihm keine Hitparadennotierungen mehr. Mit 13 Top-20-Hits zwischen 1959 und 1963 gehörte er zu den erfolgreichsten Sängern unter den Teen Idols. Durch kleinere Auftritte als Schauspieler im Fernsehen (Combat) und in Filmmusicals wie Bye Bye Birdie und That Lady From Peking wurde Rydell endgültig zum Star und Frauenschwarm.
Nachdem er in der Folgezeit in den Hitparaden durch englische Künstler in der British Invasion zunehmend verdrängt worden war, versuchte sich Rydell Ende der 1960er Jahre erfolgreich als Sänger und Entertainer in Nachtclubs und wirkte auch an den legendären Rock-’n’-Roll-Revival-Shows im Madison Square Garden mit. Später verdiente er sein Geld unter anderem mit Auftritten in Hugh Hefners Playboy Clubs und kleineren Fernsehauftritten, bevor sein Stern Ende der 1970er Jahre zu sinken begann. 1985 stieg er zusammen mit Frankie Avalon und Fabian als „Boys of Bandstand“ wieder ins Showgeschäft ein; über viele Jahre spielte er mit ihnen Oldieshows quer durch die Klubs der Vereinigten Staaten. Rydell stand im Alter noch für einige Termine pro Jahr auf der Bühne in den USA, so waren auch für den Verlauf des Jahres 2022 noch mehrere Termine mit ihm angekündigt.
Bobby Rydell war von 1968 bis zu deren Tod 2003 mit Camille Quattrone verheiratet, das Paar hatte zwei Kinder. 2009 heiratete er Linda Hoffman, mit der er bis zu seinem Tod zusammenblieb. Rydell starb Anfang April 2022, drei Wochen vor seinem 80. Geburtstag, an den Folgen einer Lungenentzündung.

## Diskografie

### Alben
| Jahr | Titel                               | Höchstplatzierung, Gesamtwochen, AuszeichnungChartplatzierungen (Jahr, Titel, Platzierungen, Wochen, Auszeichnungen, Anmerkungen) | Höchstplatzierung, Gesamtwochen, AuszeichnungChartplatzierungen (Jahr, Titel, Platzierungen, Wochen, Auszeichnungen, Anmerkungen) | Anmerkungen        |
| Jahr | Titel                               | UK | US | Anmerkungen        |
| ---- | ----------------------------------- | --- | --- | ------------------ |
| 1961 | Bobby’s Biggest Hits                | — | US12 (34 Wo.)US |                    |
| 1961 | Bobby Rydell At The Copa            | — | US56 (9 Wo.)US |                    |
| 1961 | Chubby Checker / Bobby Rydell       | — | US7 (30 Wo.)US | mit Chubby Checker |
| 1962 | All The Hits                        | — | US88 (11 Wo.)US |                    |
| 1962 | Bobby’s Rydell Biggest Hits, Vol. 2 | — | US61 (12 Wo.)US |                    |
| 1964 | The Top Hits of 1963                | — | US67 (9 Wo.)US |                    |
| 1964 | Forget Him                          | — | US98 (4 Wo.)US |                    |

### Singles
| Jahr | Titel Album                | Höchstplatzierung, Gesamtwochen, AuszeichnungChartplatzierungen (Jahr, Titel, Album, Platzierungen, Wochen, Auszeichnungen, Anmerkungen) | Höchstplatzierung, Gesamtwochen, AuszeichnungChartplatzierungen (Jahr, Titel, Album, Platzierungen, Wochen, Auszeichnungen, Anmerkungen) | Anmerkungen        |
| Jahr | Titel Album                | UK | US | Anmerkungen        |
| ---- | -------------------------- | --- | --- | ------------------ |
| 1959 | Kissin’ Time –             | — | US11 (17 Wo.)US |                    |
| 1959 | We Got Love –              | — | US6 (17 Wo.)US |                    |
| 1959 | I Dig Girls –              | — | US46 (6 Wo.)US |                    |
| 1960 | Little Bitty Girl –        | — | US19 (15 Wo.)US |                    |
| 1960 | Wild One –                 | UK7 (15 Wo.)UK | US2 (16 Wo.)US |                    |
| 1960 | Ding-A-Ling –              | — | US18 (11 Wo.)US |                    |
| 1960 | Swingin’ School –          | UK44 (1 Wo.)UK | US5 (12 Wo.)US |                    |
| 1960 | Volare –                   | UK22 (6 Wo.)UK | US4 (15 Wo.)US |                    |
| 1960 | Sway –                     | UK12 (13 Wo.)UK | US14 (11 Wo.)US |                    |
| 1960 | Groovy Tonight –           | — | US70 (2 Wo.)US |                    |
| 1961 | Good Time Baby –           | UK42 (7 Wo.)UK | US11 (11 Wo.)US |                    |
| 1961 | Cherie –                   | — | US54 (4 Wo.)US |                    |
| 1961 | That Old Black Magic –     | — | US21 (8 Wo.)US |                    |
| 1961 | The Fish –                 | — | US25 (7 Wo.)US |                    |
| 1961 | The Door to Paradise –     | — | US85 (2 Wo.)US |                    |
| 1961 | I Wanna Thank You –        | — | US21 (9 Wo.)US |                    |
| 1961 | Jingle Bell Rock –         | UK40 (3 Wo.)UK | US21 (7 Wo.)US | mit Chubby Checker |
| 1962 | (I’ve Got) Bonnie –        | — | US18 (11 Wo.)US |                    |
| 1962 | Lose Her –                 | — | US69 (4 Wo.)US |                    |
| 1962 | Teach Me to Twist –        | UK45 (1 Wo.)UK | — | mit Chubby Checker |
| 1962 | I’ll Never Dance Again –   | — | US14 (12 Wo.)US |                    |
| 1962 | The Cha-Cha-Cha –          | — | US10 (11 Wo.)US |                    |
| 1963 | Butterfly Baby –           | — | US23 (9 Wo.)US |                    |
| 1963 | Wildwood Days –            | — | US17 (9 Wo.)US |                    |
| 1963 | Forget Him –               | UK13 (14 Wo.)UK | US4 (16 Wo.)US |                    |
| 1963 | Let’s Make Love Tonight –  | — | US98 (2 Wo.)US |                    |
| 1964 | Make Me Forget –           | — | US43 (6 Wo.)US |                    |
| 1964 | A World Without Love –     | — | US80 (6 Wo.)US |                    |
| 1964 | I Just Can’t Say Goodbye – | — | US94 (1 Wo.)US |                    |
| 1965 | Diana –                    | — | US98 (1 Wo.)US |                    |

## Filmografie (Auswahl)
- 1960: Because They’re Young
- 1961: Make Room for Daddy (Fernsehserie, Folge The Singing Delinquent)
- 1961–1965: The Red Skelton Show (Fernsehserie, 7 Folgen)
- 1963: Bye Bye Birdie
- 1964: Combat! (Fernsehserie, Folge The Duel)
- 1966: Clown Alley (Fernsehfilm)
- 1972: Die tollkühnen Abenteuer des Marco Polo junior (Marco Polo Junior Versus the Red Dragon; Zeichentrickfilm, Sprechrolle)
- 1975: That Lady from Peking
- 1988: The Facts of Life (Fernsehserie, Folge 62 Pick Up)
- 2016: The Comedian – Wer zuletzt lacht (The Comedian)

In dem 1962 spielenden Oscar-Gewinner Green Book – Eine besondere Freundschaft (2018) wird Rydell als historische Persönlichkeit in den Anfangsszenen des Films in einer kleinen Rolle von dem Schauspieler Von Lewis verkörpert.